# Trofeo Matteotti 1986
Il Trofeo Matteotti 1986, quarantunesima edizione della corsa, si svolse il 27 luglio 1986 su un percorso di 216 km, con partenza e arrivo a Pescara, in Italia. La vittoria fu appannaggio del danese Jørgen Marcussen, che completò il percorso in 5h30'30", alla media di 39,213 km/h, precedendo gli italiani Pierino Gavazzi e Gianbattista Baronchelli.

## Ordine d'arrivo (Top 10)
| Pos. | Corridore                | Squadra                    | Tempo    |
| ---- | ------------------------ | -------------------------- | -------- |
| 1    | Jørgen Marcussen         | Murella-Fanini             | 5h30'30" |
| 2    | Pierino Gavazzi          | Atala-Ofmega               | s.t.     |
| 3    | Gianbattista Baronchelli | Del Tongo-Colnago-Candy    | s.t.     |
| 4    | Bruno Cenghialta         | Magniflex-Centroscarpa     | s.t.     |
| 5    | Harald Maier             | Supermercati Brianzoli     | s.t.     |
| 6    | Fabrizio Vannucci        | Santini-Cierre-Conti-Galli | s.t.     |
| 7    | Marino Amadori           | Ecoflam-Jollyscarpe-BFB    | s.t.     |
| 8    | Moreno Argentin          | Sammontana-Bianchi         | s.t.     |
| 9    | Palmiro Masciarelli      | Gis Gelati-Oece            | s.t.     |
| 10   | Gianni Bugno             | Atala-Ofmega               | s.t.     |